# أستراليون سودانيون

عدد المهاجرين السودانيين إلى أستراليا من السودان منذ عام 1991 (شهريًا)

الأستراليون السودانيون هم أناس من أصول سودانية يعيشون في أستراليا، ويبلغ عدد السودانيون المولدون في السودان ويعيشون في أستراليا 16,609 نسمة في عام 2021.

## العدد
سجّل تعداد أستراليا عام 2011 وجود 19,369 شخصًا وُلدوا في السودان يعيشون في البلاد، العدد الأكبر منهم في ولاية فيكتوريا بواقع 6,085 شخصًا تلتها نيو ساوث ويلز بـ 5,629 شخصًا ثم أستراليا الغربية بـ 2,722 شخصًا وكوينزلاند بـ 2,582 شخصًا. وذكر 17,186 فردًا أن لهم أصلًا سودانيًا.
أوضحت إدارة الهجرة والجنسية أن جنوب السودان أصبح دولة مستقلة عن جمهورية السودان في 9 يوليو 2011 أي قبل فترة وجيزة من إجراء التعداد، مشيرة أن بيانات مكان الميلاد قد لا تعكس هذا التغيير بدقة. وقد شمل تعداد أغسطس 2011 كلا من السودان وجنوب السودان ضمن خيارات بلد الميلاد والنسب.
أما التعدادات الأقدم فسجل في تعداد عام 2006 وجود 19,049 مقيم في أستراليا من مواليد السودان الكثير منهم حديثي الهجرة لأستراليا فقد وصلت نسبة من سافر إلى أستراليا منهم بعد عام 2000 إلى 77%. بلغت نسبة الزيادة في أعداد السودانيين المولودين خارج أستراليا بين عامي 1996 و2005 28% سنويًا وهي أعلى نسبة بين المجموعات العرقية الأخرى.
أفاد 17,848 شخصًا بأنهم من أصول سودانية في تعداد 2006. ويعيش الأفراد من أصول سودانية الآن في معظم العواصم الأسترالية بالأخص في ملبورن (5,911 شخصًا) وسيدني (5,335 شخصًا) وبيرث (1,993 شخصًا).